# Mordellistena kraatzi kraatzi
Mordellistena kraatzi kraatzi é uma subespécie de insetos coleópteros polífagos pertencente à família Mordellidae.
A autoridade científica da subespécie é Emery, tendo sido descrita no ano de 1876.
Trata-se de uma subespécie presente no território português.